# Lennart Rosell
Axel Lennart Rosell, född 26 februari 1926 i Annedals församling i Göteborgs och Bohus län, död 14 december 2015 i Danderyds församling i Stockholms län, var en svensk arkivarie.

## Biografi
Rosell avlade filosofie kandidat-examen vid Stockholms högskola 1952 och filosofie licentiat-examen där 1959. Han tjänstgjorde vid Krigsarkivet 1952–1991, från 1959 som arkivarie, från 1967 som förste arkivarie, 1967–1972 som tillförordnad sektionschef och 1972–1991 som sektionschef. ”Han arbetade framför allt med de fortlöpande kontakterna med försvarets myndigheter, som bland  annat innebar en intensiv inspektionsverksamhet, och reste i hela landet – från Boden  till Ystad. [---] Han var också en mycket god kraft när Krigsarkivet i början av 1980-talet började anordna arkivkurser för enheterna inom Försvaret.”
Lennart Rosell invaldes 1972 som korresponderande ledamot av Kungliga Örlogsmannasällskapet, 1976 som ledamot av Kungliga Krigsvetenskapsakademien och 1977 som ledamot av Kungliga Samfundet för utgivande av handskrifter rörande Skandinaviens historia. Han var verksam i Sjöhistoriska samfundet 1963–1996, bland annat som redaktör för samfundets tidskrift Forum navale under 31 år. För sitt engagemang i Sjöhistoriska samfundet tilldelades han Patriotiska Sällskapets guldmedalj för långvarig gagnerik verksamhet. Rosell skrev också artiklar i militärhistoriska ämnen, medverkade i flera förbandshistoriska verk och författade artiklar om skeppsbyggare och sjöofficerare för Svenskt biografiskt lexikon.
Rosell var dessutom ledamot av kommunfullmäktige i Danderyds kommun för Moderata samlingspartiet 1966–1988 och var därvid bland annat ordförande i Kulturnämnden och vice ordförande i Skolstyrelsen. Han ”var värdekonservativ och mindre förtjust i partiets senare marknadsliberala inriktning”.